# Gabriella Szabó
Gabriella Szabó (Budapest, 14 agosto 1986) è una canoista ungherese, vincitrice della medaglia d'argento ai Giochi olimpici di Pechino 2008 nel K4 500m.

## Palmarès
- Olimpiadi

Pechino 2008: argento nel K4 500m.
Londra 2012: oro nel K4 500m.
Rio de Janeiro 2016: oro nel K2 500m e nel K4 500.
- Mondiali

Duisburg 2007: bronzo nel K2 1000m.
Dartmouth 2009: oro nel K2 500m.
Poznań 2010: oro nel K2 500m e nel K2 1000m.
Szeged 2011: oro nel K4 500m.
Duisburg 2013: oro nel K2 1000m e nel K4 500m.
Mosca 2014: oro nel K2 500m e nel K4 500m.
Milano 2015: oro nel K2 500m e argento nel K4 500m.
- Campionati europei di canoa/kayak sprint

Pontevedra 2007: oro nel K2 1000m.
Milano 2008: oro nel K2 500m.
Brandeburgo 2009: oro nel K2 500m e argento nel K2 1000m.
Trasona 2010: oro nel K2 1000m e argento nel K4 500m.
Belgrado 2011: oro nel K2 1000m e argento nel K4 500m.
Zagabria 2012: argento nel K4 500m.
Brandeburgo 2014: oro nel K2 500m e nel K4 500m.
Mosca 2016: oro nel K2 500m e K4 500m.